# Parlement sami de Suède

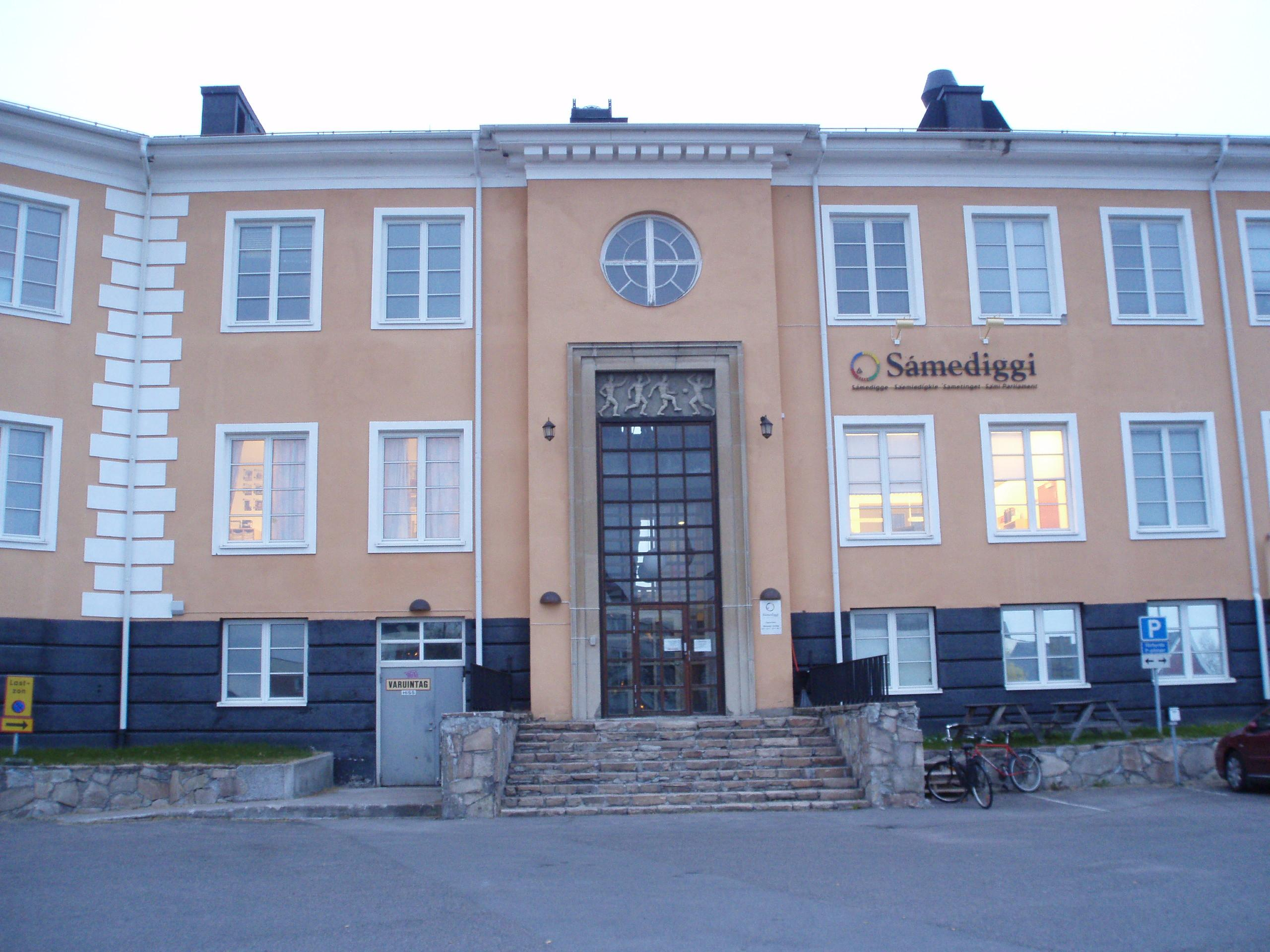
Le Parlement sami de Suède à Kiruna.

Le Parlement sami de Suède (en suédois : Sametinget - en same du Nord : Sámediggi - en same d'Inari : Sämitigge - en same skolt : Sää´mte´ǧǧ) est le corps représentatif des Samis de Suède.

## Histoire
La nécessité de créer un Parlement sami de Suède a été évoqué dans un rapport de la Commission suédoise des questions samies (Samerättsutredningen) de 1989. La constitution du Parlement sami de Suède est acceptée par le Riksdag en décembre 1992, qui adopte la loi sur le Parlement sami (Sametingslagen). Ce dernier est inauguré quatre ans plus tard à l'hôtel de ville de Kiruna par le roi de Suède Charles XVI Gustave  le 26 août 1993, par suite de la décision du gouvernement suédois. Les premières élections parlementaires ont eu lieu en mai 1993. Durant les dix premières années, le bon déroulement du travail du Parlement n'est pas toujours évident en raison de la tension entre son rôle de gouvernement d'une minorité et celui d'institution sous la responsabilité d'un ministère suédois. En 2002, à la suite de différentes clarifications juridiques tant internes (loi sur le Parlement sami) qu'externes (charte de l'ONU, projet de constitution européenne), le gouvernement suédois reconnaît aux Samis un droit d'auto-détermination sur leur patrimoine culturel. Le Samiskt Informationscentrum note toutefois que ce degré d'autonomie n'est pas encore atteint dans les faits.

## Statut et organisation
En Suède, le statut des Samis n'est pas protégé par la Constitution, contrairement à la Norvège et à la Finlande. L'établissement de ce parlement est donc une forme de reconnaissance du peuple sami en tant que peuple indigène. Il dépend toutefois directement du ministère suédois de l'agriculture qui est plus généralement chargé de la question des Samis. Le parlement compte 31 membres, élus lors d'une élection générale par les membres de la communauté samie autorisés à voter pour une période de quatre ans. Le parlement est dirigé par un bureau composé de cinq personnes représentant quatre des six partis du parlement. Seul le président du parlement est employé à plein temps par le parlement,.
Le parlement sami de Suède tient deux rôles : être à la fois un corps électoral populaire et aussi une autorité gouvernementale. Le but du parlement, fixé par la Sametingslagen (loi sur les Samis), est de "superviser les questions liées à la culture samie, ainsi que de promouvoir et d'informer à propos de cette dernière". Un Conseil de la langue same a été établi par le parlement pour entreprendre des actions spécifiquement dévolues à promouvoir cette langue.
Le parlement se réunit trois fois par an. Cependant, le parlement ne constitue pas encore un gouvernement autonome. Il tient lieu d'organisme consultatif, qui permet de faire remonter les revendications de la communauté samie jusqu'au gouvernement central de Suède.
Pour avoir le droit de vote, une personne doit s'enregistrer et remplir les critères suivants:
- se considérer lui-même comme étant culturellement ou ethniquement sami, et:
  - parler une langue same, ou
  - avoir un parent, ou un grand-parent, qui parle ou a parlé une langue same.

Selon les estimations officielles, il y a entre 17 000 et 20 000 Samis en Suède,. Lors des élections de 1993, 5390 personnes s'étaient enregistrées dans le registre local. Ce chiffre poursuit une ascension progressive et a atteint 6 721 personnes en 2001 et 7 719 personnes en 2005. Malgré cette progression, nombre de Samis ne sont pas encore inscrits sur les listes.

## Bâtiment
Le parlement sami de Suède dispose d'un bâtiment provisoire. Depuis 2004, le parlement est logé dans une ancienne école de Kiruna qui ne dispose pas de salle d'assemblée. En mars 2004, l'ancien Premier ministre social-démocrate Göran Persson a promis qu'un bâtiment serait construit pour le parlement. Un concours d'architecture a ensuite été organisé et le lauréat, le bureau Murman Architects de Stockholm, est connu depuis avril 2006. La construction est toutefois bloquée par la compagnie LKAB, exploitante de la mine de fer de Kiruna, qui craint des risques de fissuration sur la parcelle retenue.

## Élections

### Élections générales de 2005
La composition du Parlement est la suivante après les élections de 2005:
- Jakt- och fiskesamerna, 9 sièges.
- Samelandspartiet, 8 sièges.
- Samerna, 4 sièges.
- Skogssame, 4 sièges.
- Guovssonásti, 3 sièges.
- Min Geaidnu, 3 sièges.

Le président du parlement pour cette législature est Lars-Anders Baer du Samelandspartiet. Les quatre partis formant la majorité sont le Saemlandspartiet, le Samerna, le Skogssame et le Min Geaidnu. Le système électoral a récemment été modifié pour rendre plus difficile l'accès du parlement aux petits partis.

#### Droit international
- Anthropologie juridique
- Peuple autochtone, Droit des peuples autochtones (Déclaration des droits des peuples autochtones)
- Coutume, Savoirs traditionnels
- Colonisation, Décolonisation, Droit des peuples à disposer d'eux-mêmes
- Doctrine de la découverte, Terra nullius

#### Études théoriques
- Études postcoloniales